# 西居爾·希爾

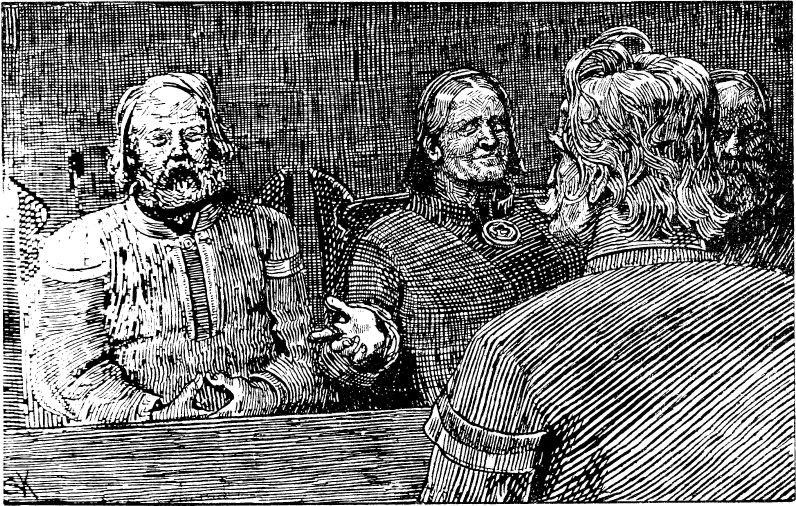
西居爾·希爾、阿斯塔和奧拉夫
出自挪威王列傳(1899)

西居爾·希爾（古諾斯語：Sigurðr Sýr，？年—1018年），挪威王族，無情者哈拉爾（哈拉爾三世）的父親。

## 生平
根據冰島歷史學家斯諾里·斯蒂德呂松的著作挪威王列傳，他是挪威第一位國王金髮哈拉爾（哈拉爾一世）的曾孫，其子西居爾·萊斯的孫子，哈夫丹之子。他被形容為一位謹慎的、沉默寡言的、謙虛的人，並且擁有大量財富，以及數個大農場。奧拉夫·特里格維松（奧拉夫一世）登上挪威王位後致力於傳播基督教，西格德·希爾與妻子奧斯塔·古德布蘭德斯多塔、繼子奧拉夫（阿斯塔與前夫哈拉爾·格倫斯克之子）一起於998年昄依了基督教。1014年，西居爾·希爾與其他諸侯支持奧拉夫對王位的聲索。隔年，奧拉夫登上挪威王位，成奧拉夫二世。同年，兒子哈拉爾出生，後者在1046年登上挪威王位。